# Gare de Ternay
La gare de Ternay est une ancienne gare ferroviaire française de la ligne de Paris-Lyon à Marseille-Saint-Charles, située sur le territoire de la commune française de Ternay, dans le département du Rhône en région Auvergne-Rhône-Alpes.
Elle est fermée au trafic voyageurs depuis 2007.

## Situation ferroviaire
Établie à 170 m d'altitude, la gare est située au point kilométrique (PK) 528,346 de la ligne de Paris-Lyon à Marseille-Saint-Charles, entre les gares ouvertes de Chasse-sur-Rhône et de Sérézin.

## Histoire
La gare du Ternay est mise en service le 16 avril 1855 par la Compagnie du chemin de fer de Lyon à la Méditerranée lors de l'inauguration de la section de Valence-Ville à Lyon-Guillotière de la ligne de Lyon à Marseille.[réf. nécessaire]
Les installations de la gare consistaient en un bâtiment du type des maisons de garde-barrière, où s'effectuait la vente des billets, ainsi que deux quais bas reliés par un passage planchéifié.

### Fermeture aux voyageurs
Comme cela avait été annoncé par la SNCF et la région Rhône-Alpes, la gare est fermée au service des voyageurs le 9 décembre 2007, à l'occasion de la mise en œuvre de la première phase du cadencement du TER Rhône-Alpes.
En échange de la fermeture, la SNCF a créé une desserte de Ternay et Communay par navette TER Rhône-Alpes. De nos jours le site de la gare est desservi par cette navette et la ligne 111 des cars du Rhône.